# بی شاه‌تخته
بی شاه‌تخته یک ستاره است که در صورت فلکی شاه‌تخته قرار دارد.